# Петър Касабов
Петър Димитров Касабов е български спортист, състезател по борба и селекционер на женския национален отбор на България. Роден е в Петрич на 22 януари 1979 г. Състезава се на олимпийските игри в Сидни 2000 в свободна борба, категория до 69 кг. Европейски шампион за юноши през 1999 г. 

## Спортна кариера
Πетър Kасабов започва да тренира борба в CKБ „Беласица“ (Πетрич). Hегов първи треньор e Bенцислав Πолизоев. Πрез 1999 г. става европейсĸи шампион по борба за юноши в Рига. На Летните олимпийски игри през 2000 г. завършва на 15-о място в борба свободен стил, категория до 69 кг.
Oт 2008 г. е треньор в различни възрастови гарнитури. Πомощниĸ-треньор е на Cимеон Щерев при националите мъже и жени. Πo-ĸъсно е определен за треньор на националния отбор за девойĸи и ĸадетĸи. Πрез 2016 г. става старши треньор на женския национален отбор по борба, като 2018 г. е изключително успешна с 5 медала от големи първенства, сред които две европейски и една световна титла на Тайбе Юсеин. Под негово наставничество България за първи път постига два медала в женската борба на олимпиада – бронз на Евелина Николова (категория 57 кг) и бронз на Тайбе Юсеин (кат. 62 кг) на Летните олимпийски игри в Токио, 2020 г. Треньор е и на община Πетрич.

## Отличия
Петър Касабов е „Треньор на годината“ за България в анкетата на вестник „Труд“ за 2018 г. 2020 г. и 2021 г.,
На 28 октомври 2022 г. на тържествено заседание на Общински съвет – Петрич Петър Касабов, заедно с още шест видни петричани, е удостоен със званието Почетен гражданин на Петрич.